# Tricholoma sulphurescens

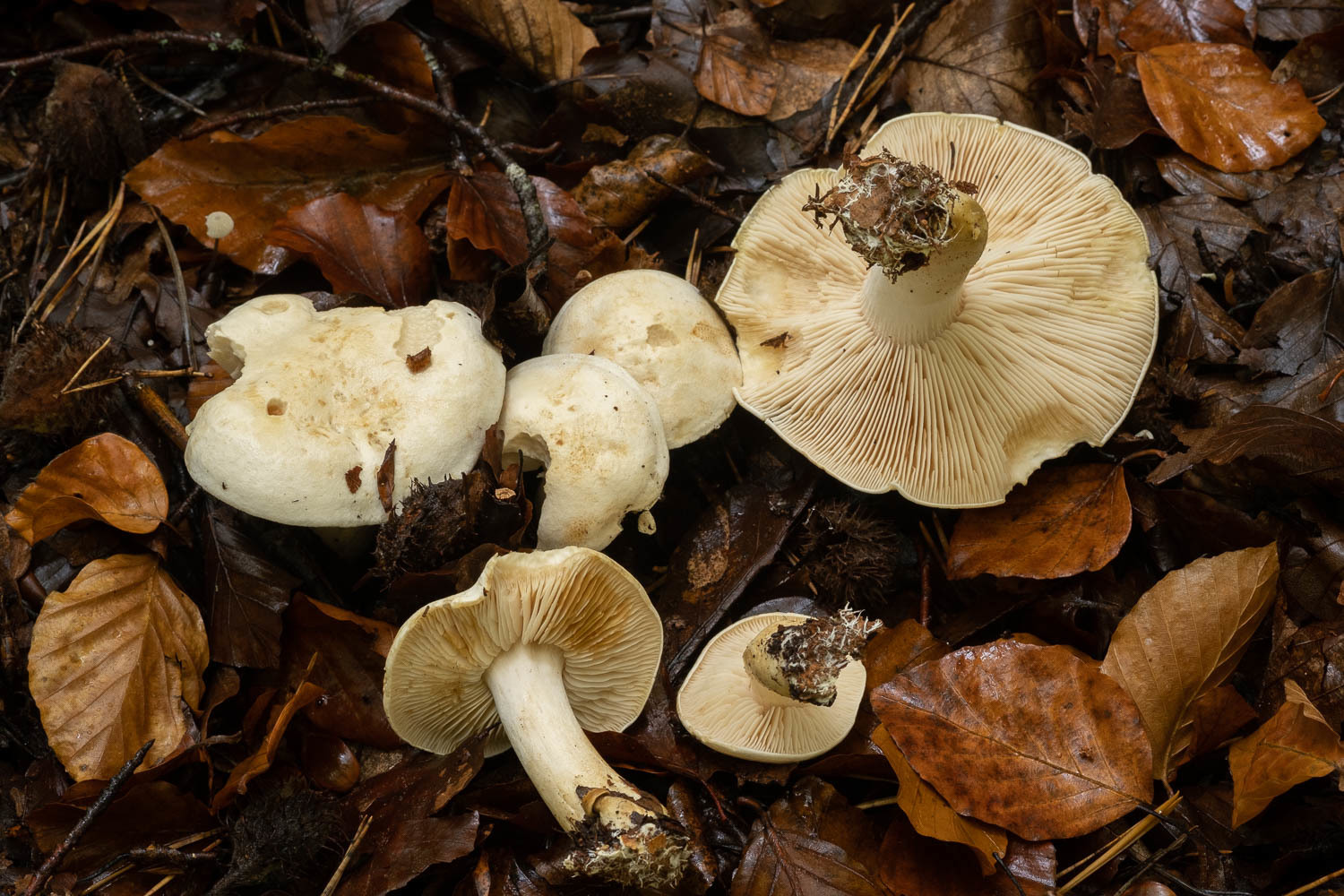

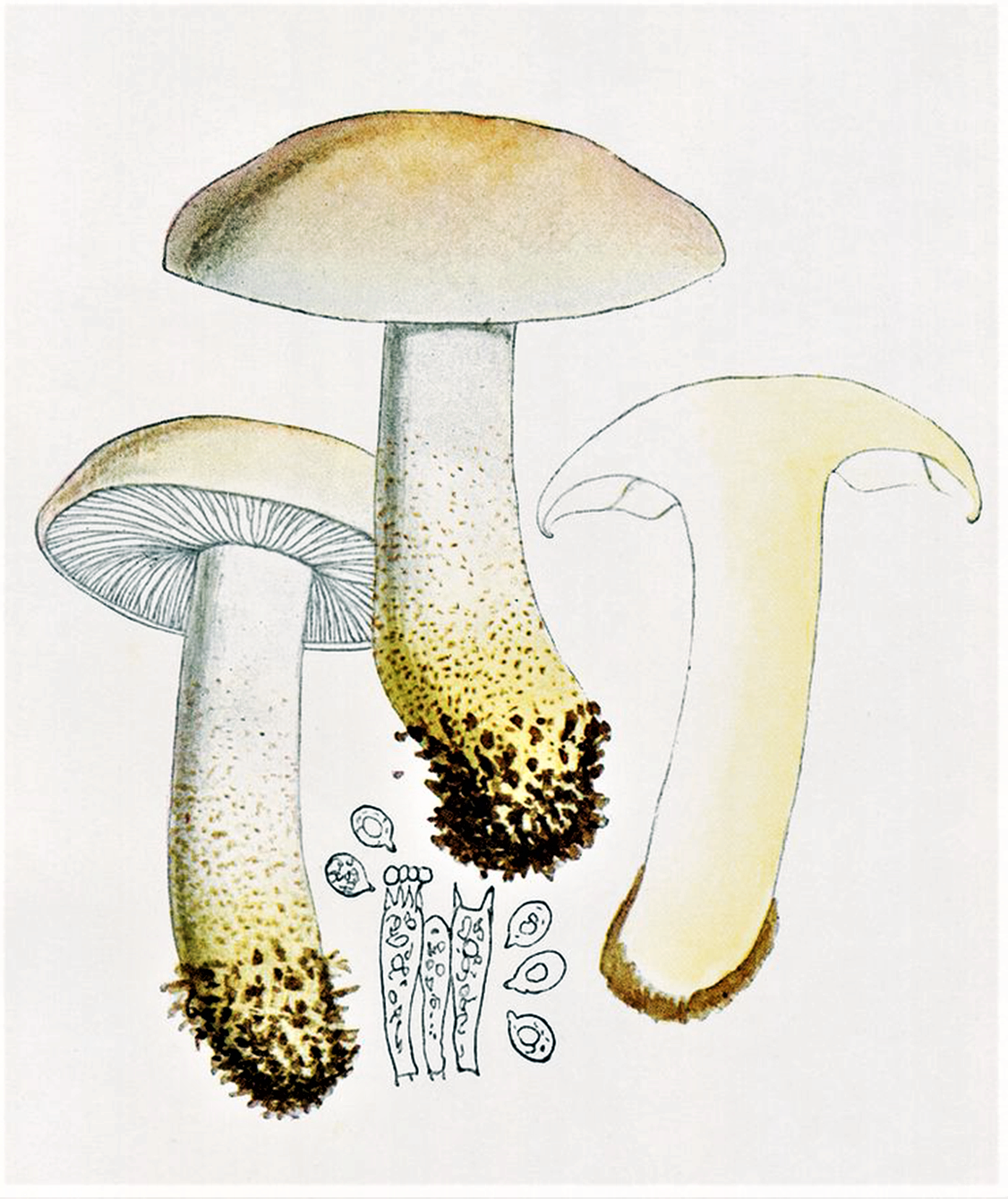

Tricholoma sulphurescens Bres. – gatunek grzybów należący do rzędu pieczarkowców (Agaricales).

## Systematyka i nazewnictwo
Pozycja w klasyfikacji według Index Fungorum: Tricholoma, Tricholomataceae, Agaricales, Agaricomycetidae, Agaricomycetes, Agaricomycotina, Basidiomycota, Fungi.
Po raz pierwszy opisał go w 1905 r. włoski mykolog Giacomo Bresàdola i nadana przez niego nazwa naukowa jest uznawana.

## Morfologia
Kapelusz
Średnica 5–12 cm, początkowo dzwonkowaty do wypukłego z podwiniętym lub odgiętym brzegiem, potem rozszerzający się do nieregularnie płaskiego, z niskim garbkiem, z pofałdowanym i odgiętym brzegiem. Powierzchnia początkowo gładka, potem jedwabiście włóknista, z czasem rozpadająca się na małe, nieregularne, przylegające łuski, początkowo biała, później silnie żółknąca, szczególnie po uciśnięciu, ostatecznie żółta z brązowożółtym środkiem.
Blaszki
Pełnych blaszek około 100, blaszeczek około 37, umiarkowanie gęste, przyrośnięte lub nieco wykrojone, białe, często z żółtymi plamami na brzegach, szczególnie w pobliżu brzegu kapelusza, ostatecznie w całości żółte.
Trzon
Wysokość 5–12 cm, grubość 1–2 cm, cylindryczny lub rozszerzony w kierunku podstawy. Powierzchnia początkowo biała, potem na wierzchołku bladożółta, niżej zmieniająca kolor od głębokożółtego do ochrowobrązowego, szczególnie po uciśnięciu. Górna część drobno kłaczkowata do łuskowatej z nieco ciemniejszymi łuskami, dolna część aksamitna, drobno łuskowata z brązowymi, włókienkowatymi łuskami.
Miąższ
Biały, cytrynowożółty do siarkowożółtego lub ochrowy, zwłaszcza po zgnieceniu. Zapach mocny, aromatyczny owocowy i mdlący, podobny do zapachu gąski siarkowej (Tricholoma sulfureum). Smak nieco ostry.
Cechy mikroskopowe
Podstawki 30–40 × 6–20 µm, 4-zarodnikowe, ze sprzążkami. Bazydiospory 5–7 × 4–5,5 µm, Q = 1,1–1,4, nieco wielościenne do szeroko elipsoidalnych z dużym wyrostkiem wnęki. Cheilocystyd brak. Skórka w kapeluszu typu cutis, zbudowana z wąskich, cylindrycznych strzępek o szerokości 5–22 µm, zawierających blady, wewnątrzkomórkowy pigment. Skórka w trzonie typu cutis z przejściami do trichoderm, zbudowana z długich, septowanych strzępek o szerokości 2,5–19 µm. Występują sprzążki.
Gatunki podobne
Tricholoma sulfurescens charakteryzuje się szybkim żółknięciem owocnika przy dotknięciu, żółtym miąższem, początkowo gładkim kapeluszem, kłaczkowatym lub łuskowatym trzonem i szeroko elipsodalnymi zarodnikami. Podobna gąska siarkowa (Tricholoma sulfureum) ma ogólnie żółte zabarwienie, blaszki bardziej rzadkie, oraz znacznie większe, podłużne zarodniki i bardzo charakterystyczny mdlący zapach.

## Występowanie i siedlisko
Znane jest występowanie Tricholoma sulphurescens w Europie i Ameryce Północnej. W Europie jest szeroko rozprzestrzeniona, z wyjątkiem wschodniej części, wszędzie jednak jest to gatunek rzadki. W Polsce do 2020 r. jedyne jej stanowiska podali B. Gierczyk i T. Ślusarczyk.
Naziemny grzyb mykoryzowy, tworzący ektomykoryzy z brzozami, bukami, dębami i kasztanami. Najczęściej występuje na glebach wapiennych w liściastych lasach.